# Dorfkirche Hanstorf

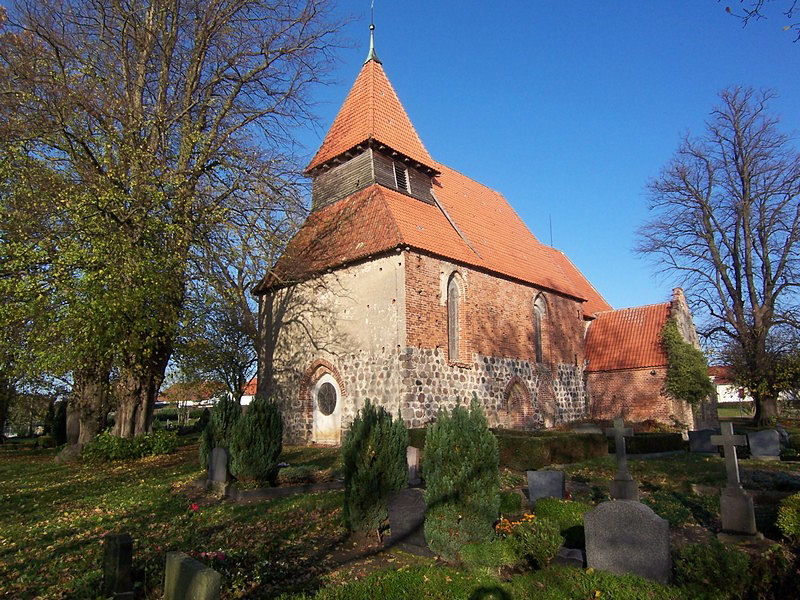
Dorfkirche Hanstorf

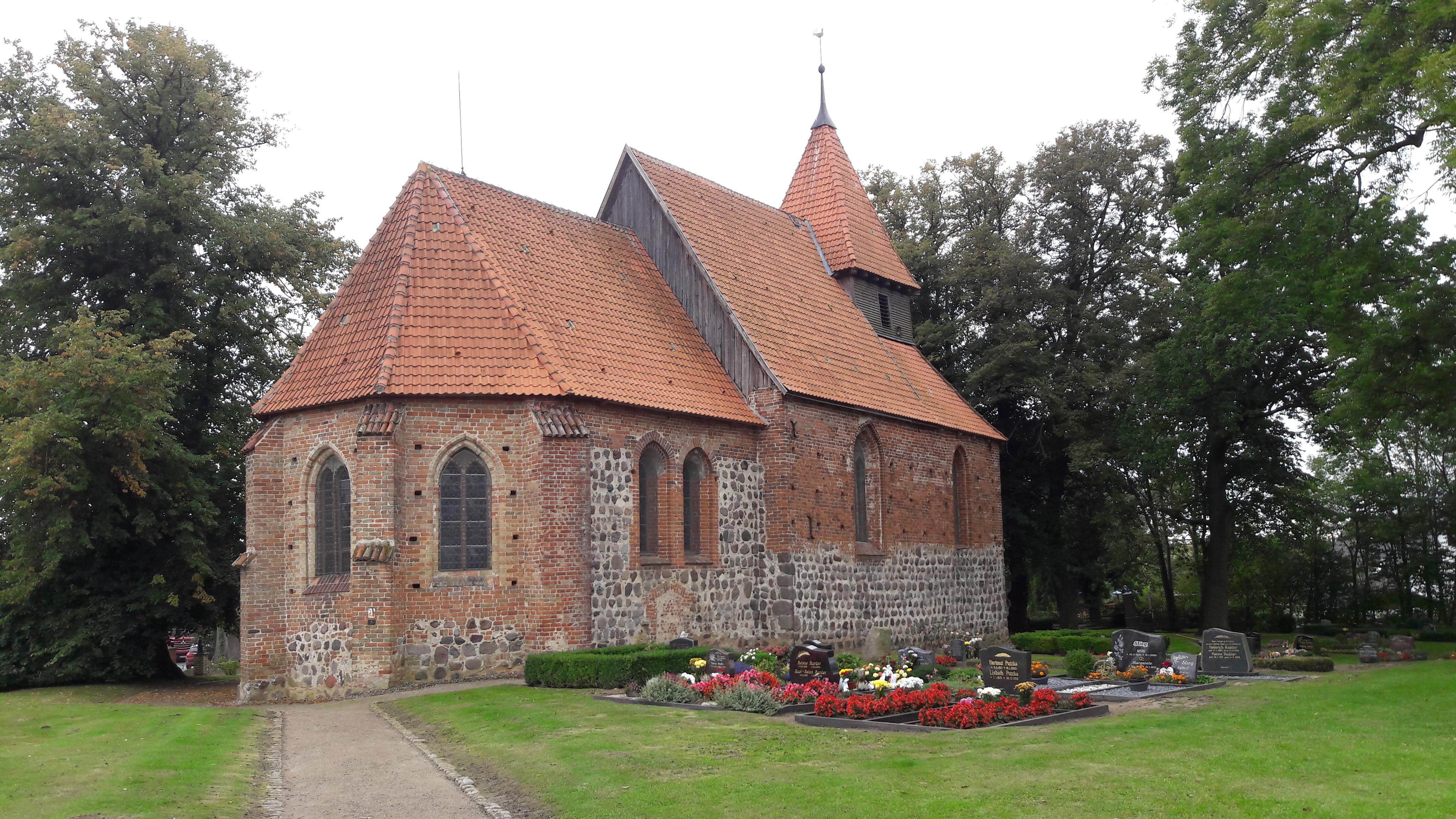
2019

Die gotische Dorfkirche Hanstorf ist ein denkmalgeschütztes Kirchengebäude in Hanstorf, einem Ortsteil von Satow im Landkreis Rostock (Mecklenburg-Vorpommern). Sie gehört zur Evangelisch-Lutherischen Kirchengemeinde Satow und zur Propstei Rostock in der Evangelisch-Lutherischen Kirche in Norddeutschland. Das Gebäude steht auf einem von einer Ziegelmauer begrenztem Friedhof auf einer leichten Anhöhe, es gilt als eines der bedeutenden mittelalterlichen Bauwerke der Region.

## Geschichte und Architektur

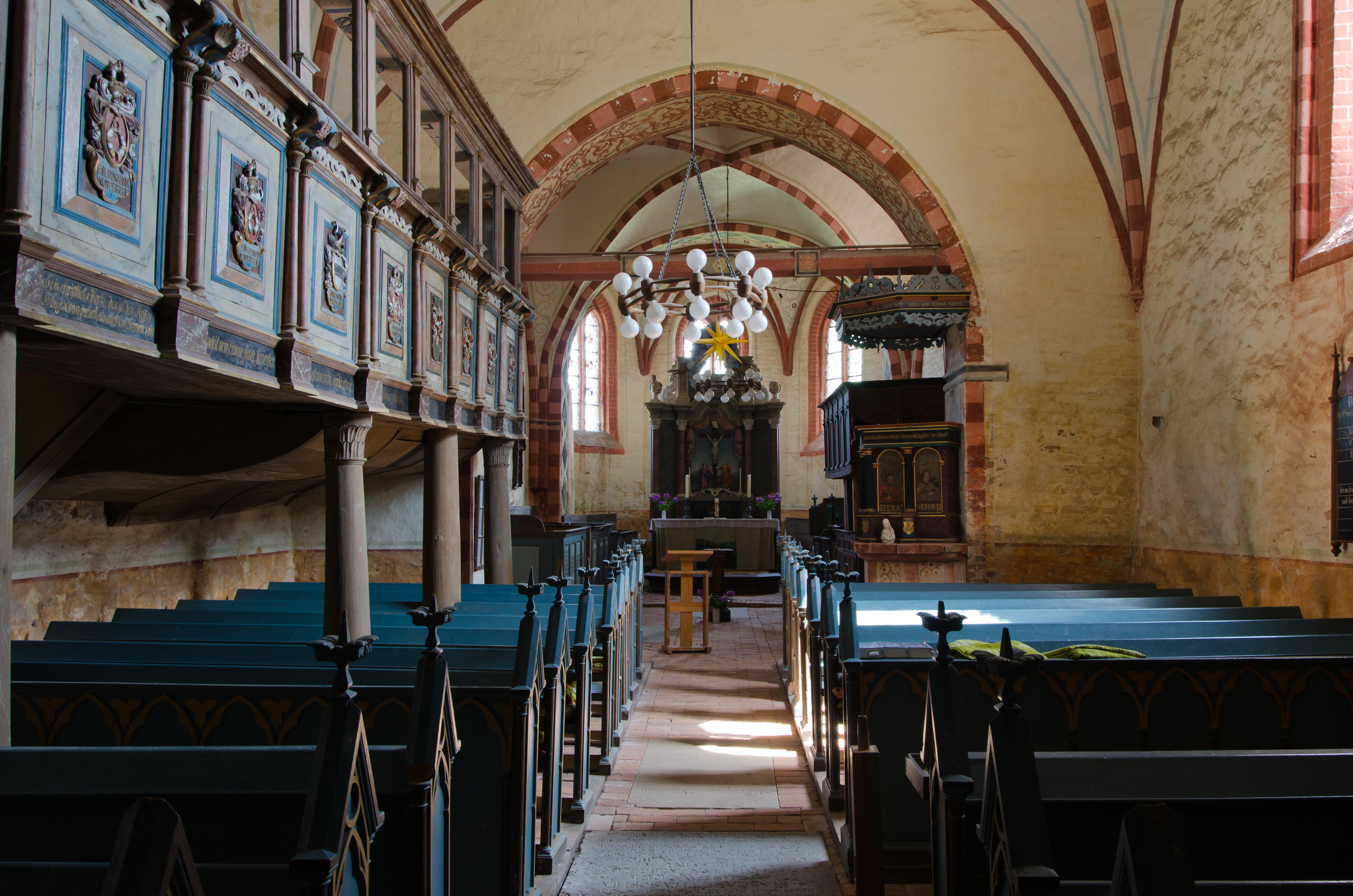
Innenraum

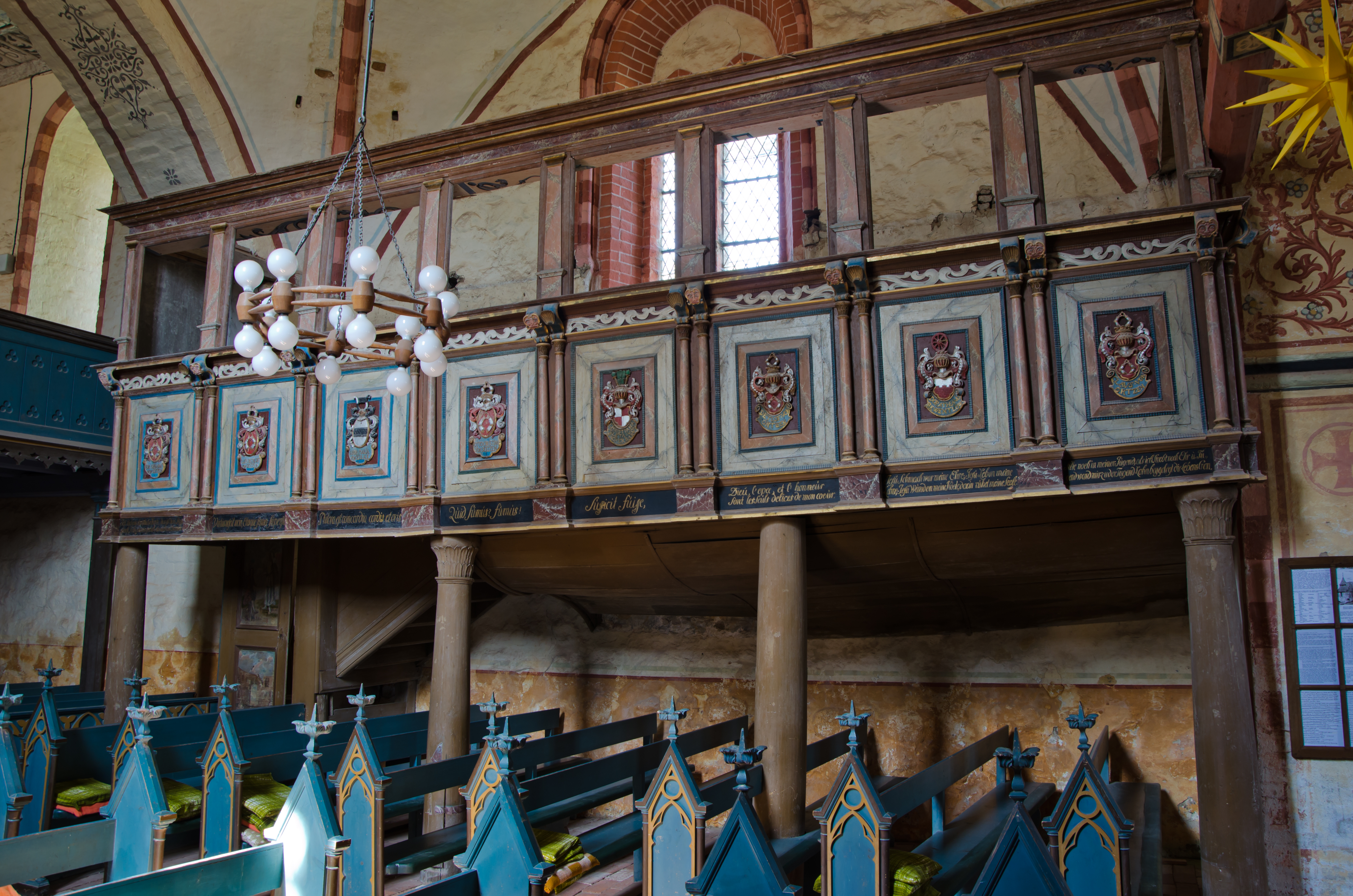
Nordempore

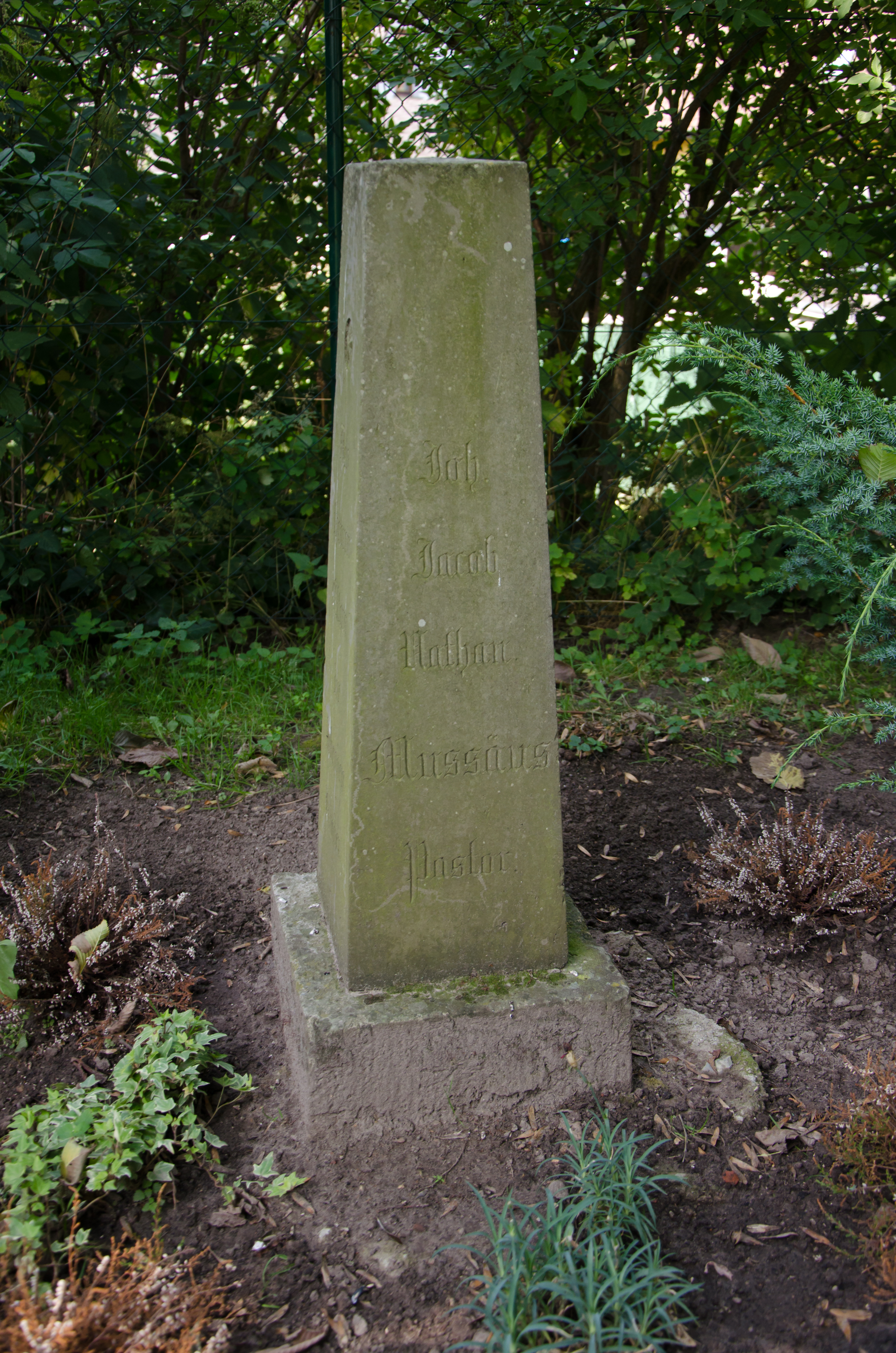
Mussäusobelisk

Das kurze Kirchenschiff und der Westturm in gleicher Breite wurden zum Ende des 13. Jahrhunderts in Feldstein begonnen und in der ersten Hälfte des 14. Jahrhunderts in Backstein vollendet. Im unteren Bereich der Nord-, West- und Südwand reicht der Feldstein bis etwa zur Hälfte der Wandhöhe, der Ziegelbereich an der Westwand ist verputzt. Der Chor mit dreiseitigem Schluss und äußeren Strebepfeilern wurde ebenfalls in der ersten Hälfte des 14. Jahrhunderts angefügt und das Schiff und der Chor wurden kreuzrippengewölbt, die Gewölbe ruhen auf Konsolen. Der Chor ist ein wenig niedriger als das Schiff, seine drei Wände sind durch je ein gotisches Fenster gegliedert. In das schmale Turmjoch wurde später eine flache Decke eingezogen, es ist vom Schiff durch einen Gurtbogen getrennt. Die Turmoberteile wurden 1699 nach einem Blitzschlag durch Brand zerstört. Anfang des 18. Jahrhunderts wurde das Gebäude mit einem Walmdach gedeckt, das mit einem niedrigen Turmaufsatz aus Holz bekrönt ist, er ist, ebenso wie die Dachfläche, mit roten Ziegeln gedeckt. Bis 1989 war das Gebäude mit der althergebrachten Dachdeckung der einst üblichen Mönch-Nonne-Deckung eingedeckt. Bei der Neueindeckung im Jahr 1990 wurde zu Anschauungszwecken der Urzustand an der nördlichen Turmseite erhalten. Die Wände sind durch schmale Rundbogenfenster gegliedert. Das Portal in der Südwand des Schiffes ist mit eingestellten Rundstäben versehen. Der Anbau an der Südseite des Chores wurde wohl im 15. Jahrhundert angefügt, der Blendgiebel ist abgetreppt Die Wände im Innenraum sind zum Teil mit Ornamenten bemalt. Die Nordempore wurde 1671 als Patronatsloge eingebaut, sie zeigt an der Brüstung geschnitzte und bemalte Wappen der Familie von Oertzen, die das benachbarte Gut Gorow besaß, sowie ihrer Vorfahren aus den Familien Zülow, Wackerbarth und Reventlow.
Auf der linken Seite des Friedhofes steht ein Obelisk, der zum Gedenken an Pastor Johann Jacob Mussäus aufgestellt wurde. Musäus erforschte Märchen, Sagen, Sitten und Gebräuche in Mecklenburg.

## Ausstattung
- Die Renaissance-Kanzel steht auf einem massiven Unterbau, sie ist eine Arbeit von 1588 und mit Säulen und Halbfigurenbildern der Evangelisten geschmückt. Der Schalldeckel mit ausgesägten Ornamentstücken wurde um 1700 zugefügt.
- Der Säulenaufbau des Altaraufsatzes ist von einer Engelswolke bekrönt, über der ein Auge Gottes dargestellt ist. Im Hauptfeld ist vor einer gemalten Landschaft die plastische Darstellung der Kreuzigung Christi zu sehen.
- Die Orgel mit einem neugotischen Prospekt wurde 1863 vom Hof-Orgelbauer F. Friese aus Schwerin eingebaut.
- Der Sakramentsschrank in der nördlichen Chorwand besitzt einen geschnitzten Aufsatz in der Form eines Fialtürmchens, er wurde zum Ende des 14. Jahrhunderts angefertigt.
- Das Gestühl wurde 1574 im spätgotischen Stil angefertigt.
- Das geschnitzte Epitaph für Oberst-Leutnant Detlov von Oertzen auf Gorow und Schwarstorf ist mit Trophäen geschmückt, es wurde zum Ende des 17. Jahrhunderts geschaffen. Der Lebenslauf und die Dienstzeit sind kaum noch lesbar dargestellt.
- Im Turmaufsatz hängen vier Glocken. Die kleine Bronzeglocke wurde 1779 von Johann Valentin Schulz aus Rostock gegossen. Die anderen drei Glocken sind aus Eisenhartguss hergestellt.[5]
- Der Kirchenkasten ist eine Truhe mit Eisenbeschlägen, sie wurde 1672 gebaut und mit den Stifterwappen der Hanstorfer Gutsbesitzerfamilie Barner bemalt, die sich mit den Oertzen das Kirchenpatronat teilte.
- In der Kirche werden etliche sakrale Gegenstände wie zwei silberne Kelche aus der Zeit um 1500 und 1654 aufbewahrt. Der ältere Kelch wurde 1627 erneuert. Der Kelch und die Patene von 1792 sind aus vergoldetem Silber angefertigt. Die vergoldete Dose aus Silber ist eine Arbeit von 1633, die silberne Kanne wurde 1695 hergestellt.[6]

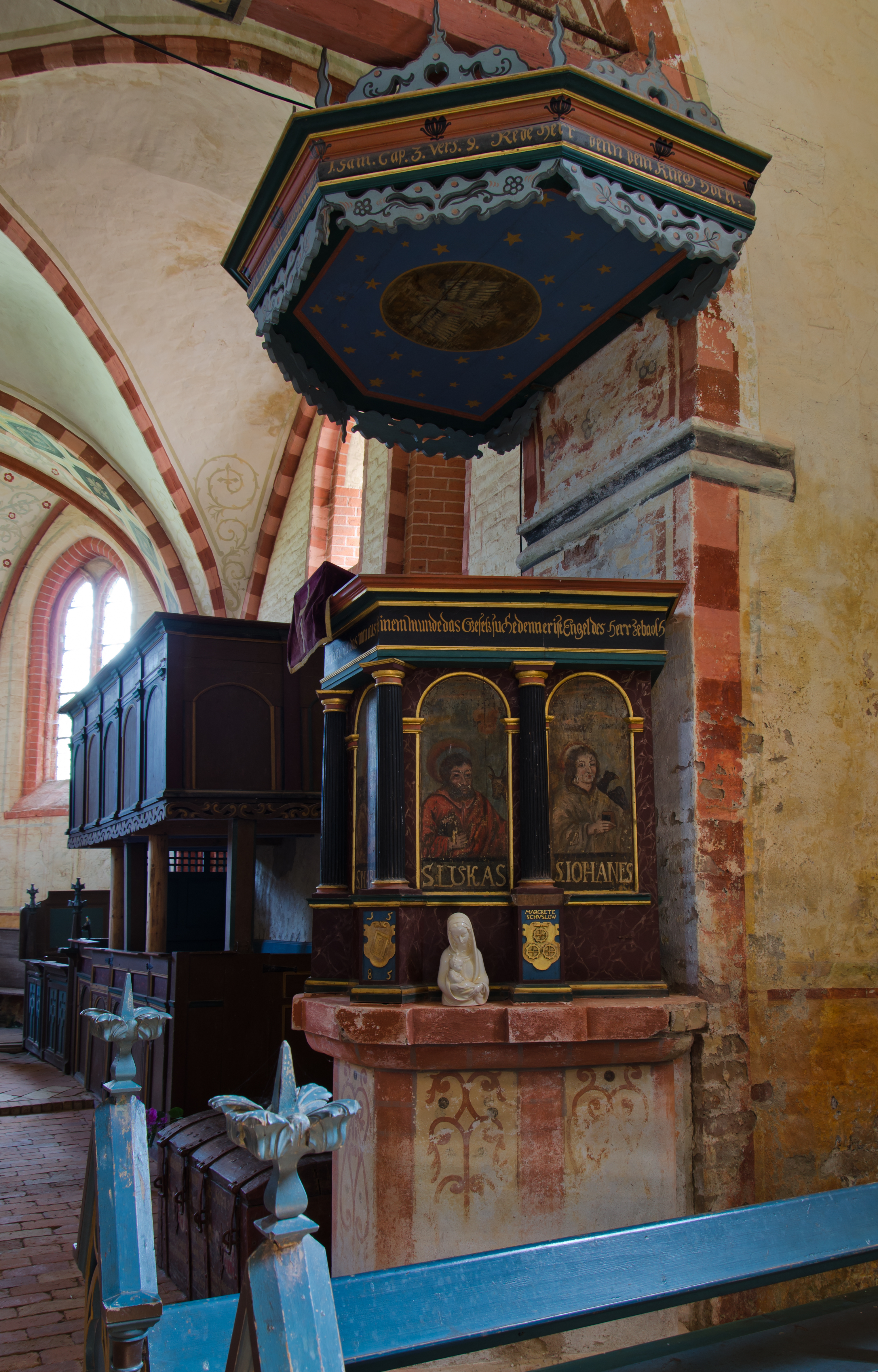
Kanzel
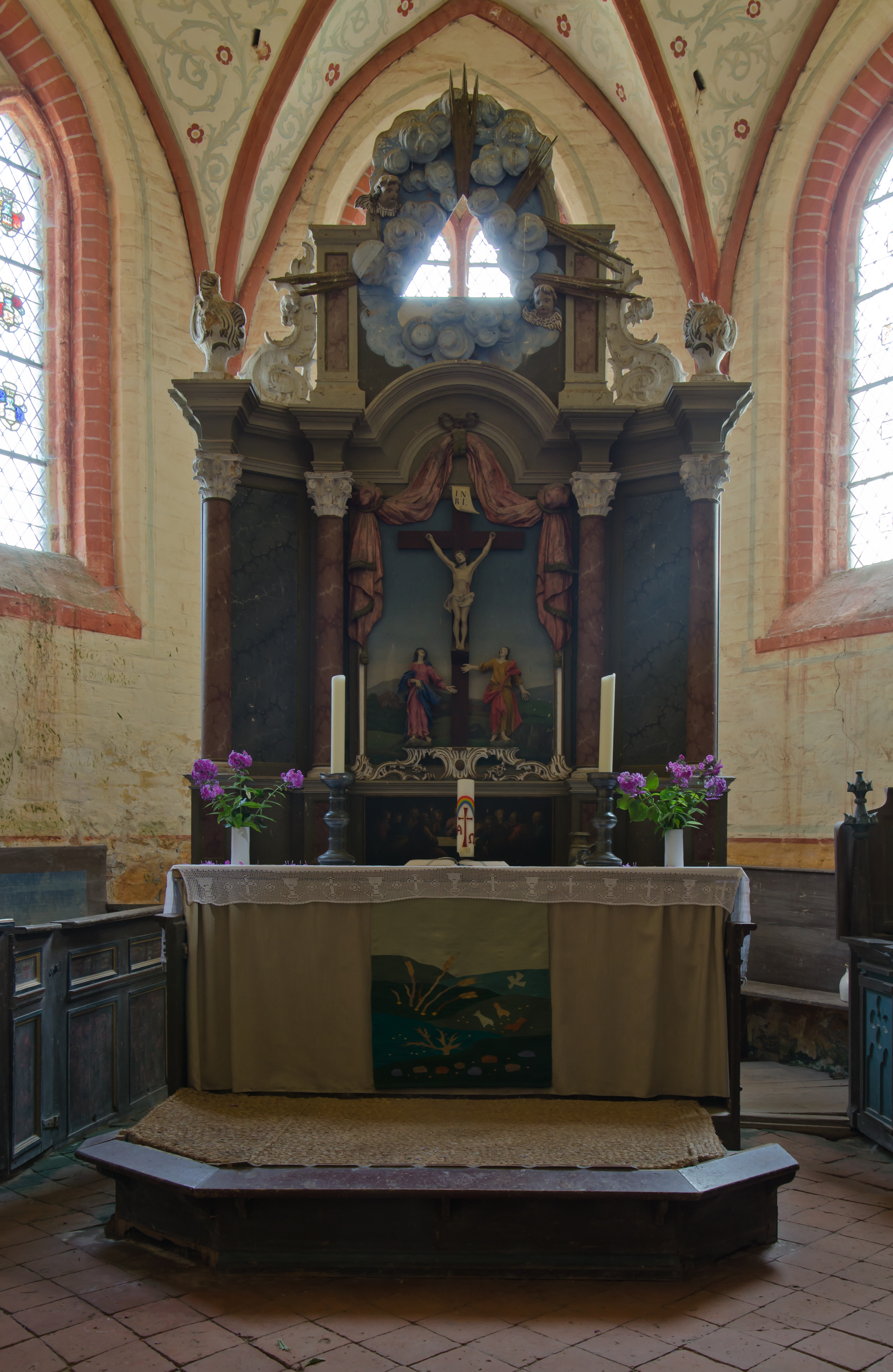
Altar
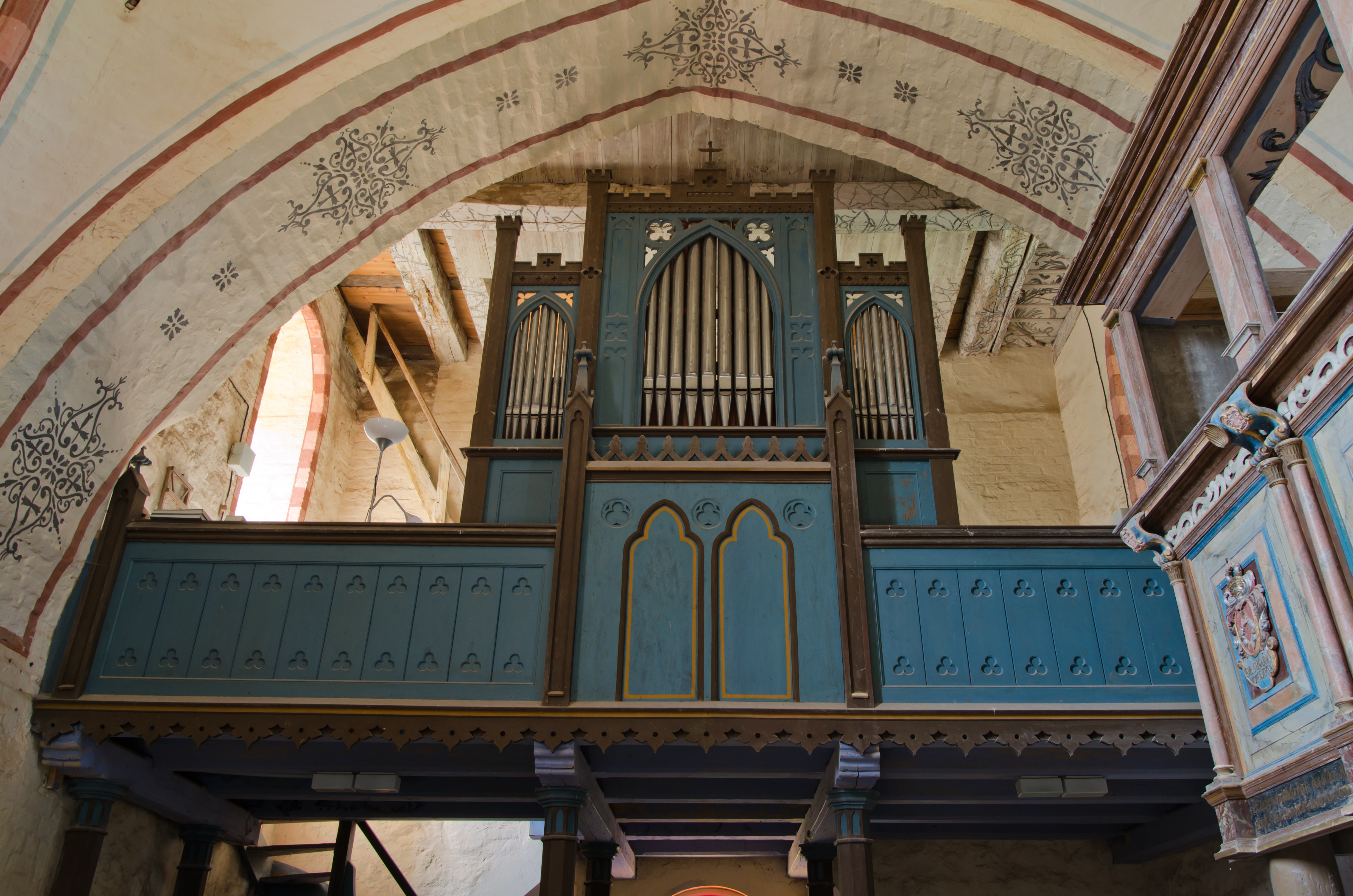
Orgel
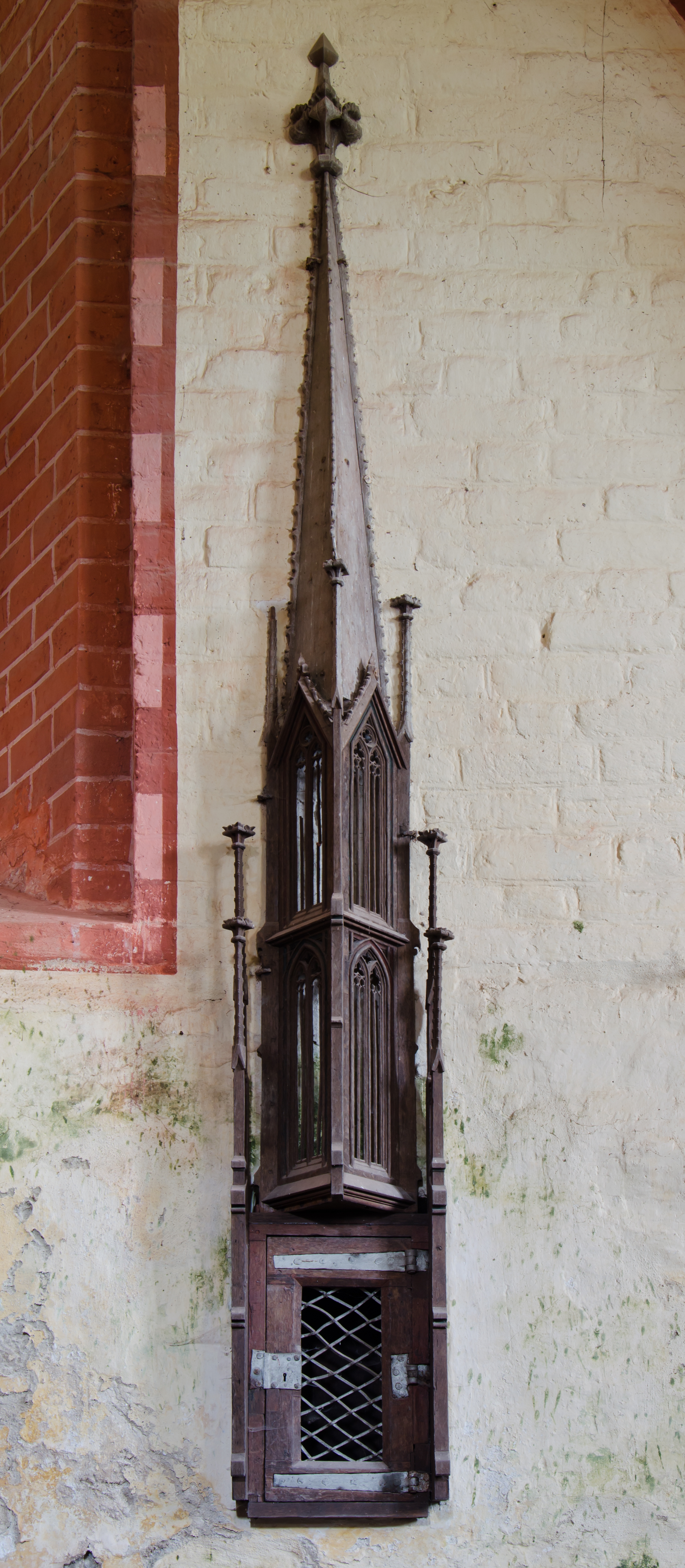
Sakramentsschrank
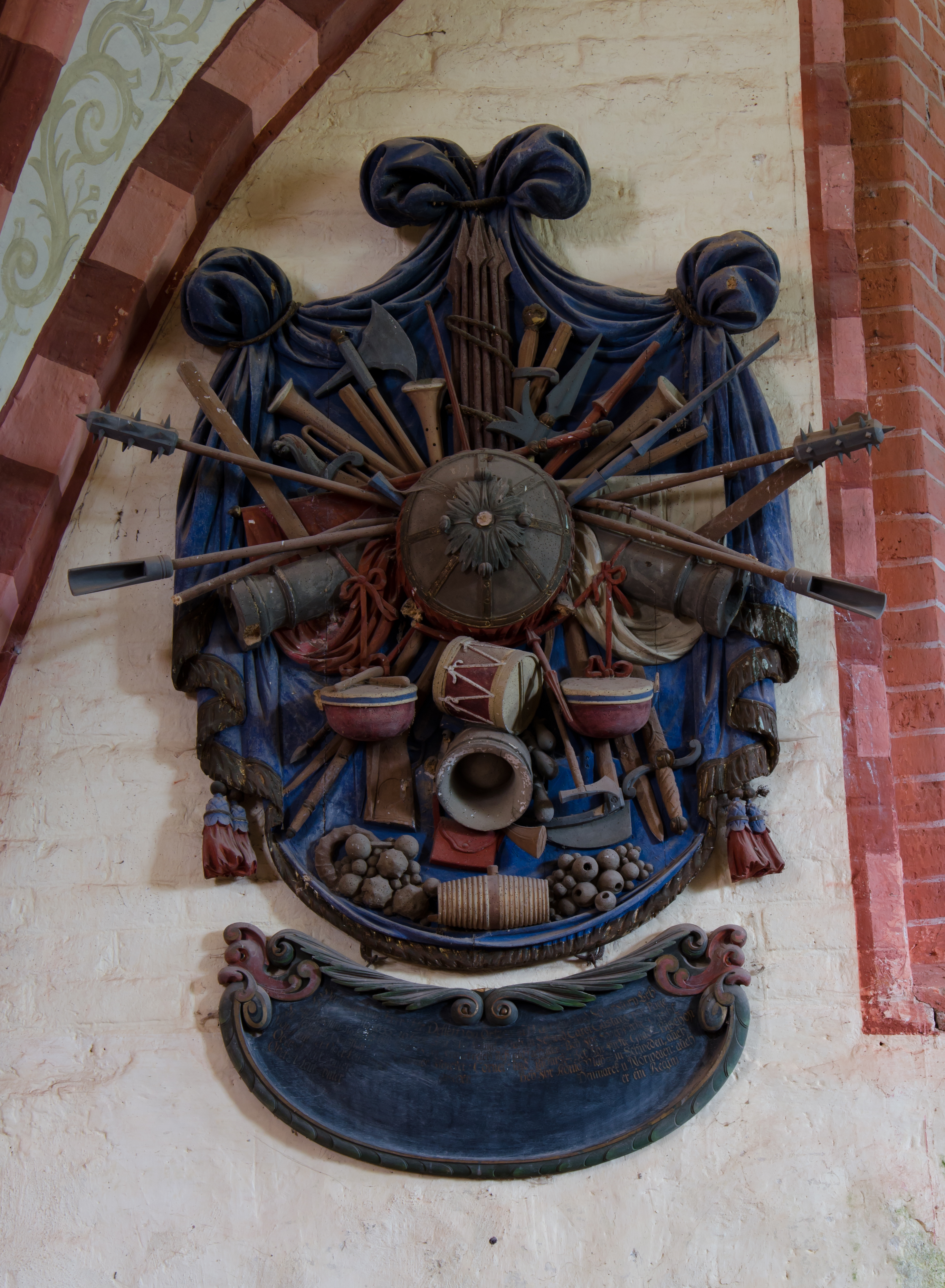
Epitaph für Detlov von Oertzen
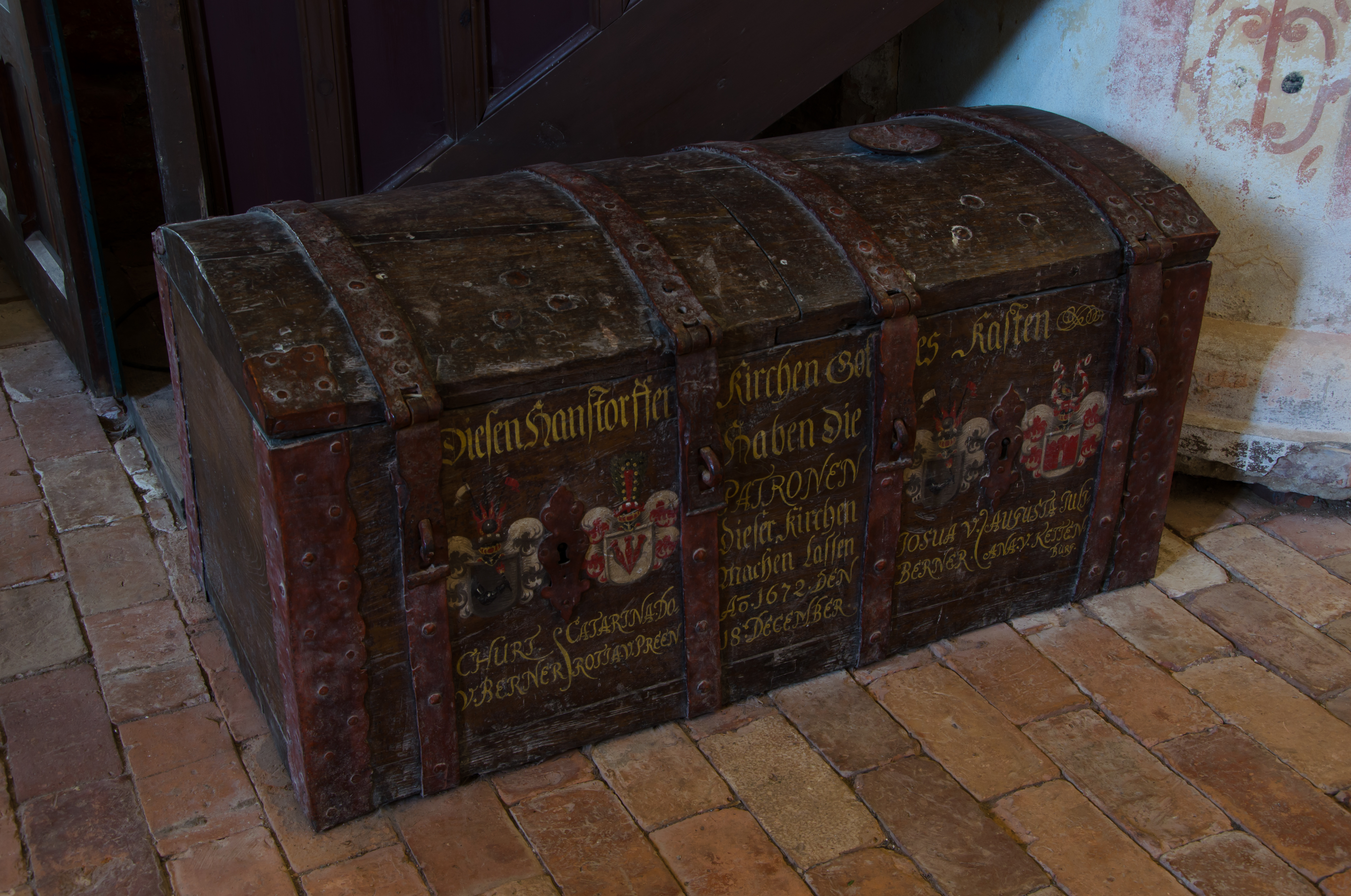
Kirchenkasten

## Pastoren
Namen und Jahreszahlen bezeichnen die nachweisbare Erwähnung als Pastor.
- 1840–1865 Johann Zander, Enkel Domprediger Güstrow.